# Entravision Communications
Entravision Communications Corporation (NYSE: EVC) es una empresa de medios de comunicación basada en Santa Mónica (California). Propiedad de Univisión Communications, Inc. (Pero algunas de sus estaciones de Univision son pertenecidas por separado). Entravision principalmente abastece a la comunidad hispana de habla hispana y posee estaciones de radio y televisión y medios de comunicación al aire, en varios de los principales mercados hispanos. es el mayor grupo de afiliados de las redes de televisión Univisión y TeleFutura. Entravision también es propietaria de un pequeño número de estaciones de radio y televisión de lengua inglesa.
El 4 de agosto de 2006, Entravision vendió 5 de sus estaciones de radio en el área de Dallas/Fort Worth a Liberman Broadcasting. El 16 de mayo de 2008, la empresa vendió su división de medios de comunicación al aire, cuyas operaciones se basaban principalmente en Nueva York y Los Ángeles, a la empresa de publicidad de Lamar.

## Entravision Radio
- Albuquerque (Nuevo México) - KRZY-AM 1450 (Jose 1450)
- Santa Fe (Nuevo México) - KRZY-FM 105.9 (La Suavecita)
- Denver (Colorado) - KJMN 92.1 FM (La suavecita), KXPK 96.5 FM "(La Tricolor)", Aurora, Colorado KMXA 1090 AM "(José 1090)
- El Centro (California) - KSEH 94.5 FM (La suavecita), KMXX 99.3 FM (La Tricolor)
- El Paso (Texas) - KOFX 92.3 FM "(The Fox)", KINT 93.9 FM "(La suavecita)", KYSE 94.7 FM (La Tricolor), KSVE 1650 AM "(José 1650)
- Houston, Texas - KGOL 1180 AM (La Suavecita 1180)
- Las Vegas (Nevada) - KRRN 92.7 FM (La Suavecita)
- Los Ángeles (California) - KSSE 107.1 FM (José 97.5 y 107.1), KDLDKDLE 103.1 FM (Viva 103.1) (cities of license Santa Mónica and Newport Beach)
- Lubbock (Texas) - KAIQ 95.5 FM (La Tricolor), KBZO 1460 AM (José 1460)
- Miami (Florida) - WLQY 1320 AM
- Modesto (California) - KTSE 97.1 FM (La Suavecita)
- Monterey/Salinas (California) - KSES 107.1 FM (La Suavecita)
- Orlando (Florida)- WNUE 98.1 FM (Salsa 98.1)
- Palm Springs (California) - KLOB 94.7 FM "(La Suavecita)
- Phoenix, Arizona - KVVA-FM 107.1 & KDVA 106.9  (La Suavecita), KLNZ-FM 103.5  (La Tricolor), KBMB 710 (José 710)
- Rio Grande Valley - KKPS 99.5 (La Tricolor) FM, KNVO-FM 101.1 (La Suavecita), KVLY 107.9 FM (con todos los ÉXITOS de los 70s 80s y 90s),  KFRQ 94.5 FM (Rock)
- Riverside (California) - KLYY 97.5 "Jose 97.5 y 107.1"
- Sacramento (California) - KHHM 103.5 "(Fuego 1035)", KXSE 104.3 "(La Suavecita)", KRCX 99.9 "(La Tricolor)",KNTY 101.9 "(José 101.9)"

## Entravision Television Group
| Ciudad                           | Distintivo de Llamada | Canal | Nombre de Canal                    | Notes |
| -------------------------------- | --------------------- | ----- | ---------------------------------- | --- |
| Albuquerque, Nuevo México        | KTFQ-TV               | 41    | UniMás                             | |
| Albuquerque, Nuevo México        | KLUZ-TV               | 14    | Univisión                          | Estación propiedad de Univisión, operada por Entravisión.                                                        |
| Boston, Massachusetts            | WUNI                  | 66    | Univisión                          | Estación propiedad de Univisión, operada por Entravisión.                                                        |
| Boston, Massachusetts            | WUTF-TV               | 27    | UniMás                             | |
| Colorado Springs, Colorado       | WVSN-DT               | 48    | Univisión                          | |
| Colorado Springs, Colorado       | KGHB-CD               | 27    | UniMás                             | |
| Corpus Christi, Texas            | KORO-TV               | 28    | Univisión                          | |
| Corpus Christi, Texas            | KCRP-CD               | 41    | UniMás                             | |
| Denver, Colorado                 | KTFD-TV               | 50    | UniMás                             | |
| Denver, Colorado                 | KCEC                  | 14    | Univisión                          | Estación propiedad de Univisión y operada por Entravisión.                                                       |
| El Centro, California            | KVYE-TV               | 7     | Univisión                          | |
| El Centro, California            | KAJB                  | 54    | UniMás                             | Estación propiedad de Calipatria Broadcasting Company y operada por Entravisión.                                 |
| El Paso, Texas                   | KINT-TV               | 26    | Univisión                          | |
| El Paso, Texas                   | KTFN                  | 65    | UniMás                             | |
| Hagerstown, Maryland             | WJAL                  | 68    | New Tang Dynasty Television        | |
| Hartford, Connecticut            | WUVN-TV               | 18    | Univisión                          | |
| Hartford, Connecticut            | WHTX-LP               | 43    | Univisión                          | |
| Hartford, Connecticut            | WUTH-CD               | 47    | UniMás                             | |
| Laredo, Texas                    | KLDO-TV               | 27    | Univisión                          | |
| Laredo, Texas                    | KXOF-CD               | 31    | Fox                                | |
| Laredo, Texas                    | KETF-CD               | 39    | UniMás                             | |
| Las Vegas, Nevada                | KINC                  | 15    | Univisión                          | |
| Las Vegas, Nevada                | KELV-LD               | 27    | UniMás                             | |
| Las Vegas, Nevada                | KNTL-LD               | 15    | Univisión                          | |
| Lubbock, Texas                   | KBZO-LD               | 51    | Univisión                          | |
| McAllen, Texas                   | KXFX-CD               | 20    | Fox                                | Repetidora de KMBH-LD.                                                                                           |
| McAllen, Texas                   | KCWT-CD               | 21    | The CW, PBS                        | |
| McAllen, Texas                   | KTFV-CD               | 32    | UniMás                             | |
| McAllen, Texas                   | KNVO-TV               | 48    | Univisión                          | |
| McAllen, Texas                   | KMBH-LD               | 67    | Fox, The CW                        | |
| McAllen, Texas                   | KFXV                  | 60    | Fox                                | Repetidora de KMBH-LD.                                                                                           |
| Midland, Texas                   | KUPB-TV               | 18    | Univisión                          | |
| Salinas/Monterey, California     | KDJT-CD               | 33    | UniMás                             | |
| Salinas/Monterey, California     | KSMS-TV               | 67    | Univisión                          | |
| Orlando, Florida                 | WOTF-TV               | 26    | Grit                               | |
| Palm Springs, California         | KVER-CD               | 41    | Univisión                          | |
| Palm Springs, California         | KVES-LD               | 28    | Univisión                          | |
| Palm Springs, California         | KEVC-CD               | 5     | UniMás                             | |
| Palm Springs, California         | KMIR-TV               | 36    | NBC                                | |
| Palm Springs, California         | KPSE-LD               | 29    | MyNetworkTV                        | |
| Reno, Nevada                     | KREN-TV               | 27    | Univisión                          | |
| Reno, Nevada                     | KRNS-CD               | 46    | UniMás                             | |
| San Angelo, Texas                | KANG-LD               | 31    | UniMás                             | |
| San Angelo, Texas                | KEUS-LD               | 41    | Univisión                          | |
| San Diego, California            | KZTC-LD               | 7     | Sonlife                            | Propiedad de Civic Light Television y operada por Entravision.                                                   |
| San Diego, California            | XHAS-TDT              | 33    | Canal 33, El Canal de las Noticias | Propiedad de Televisora Alco (40%), junto con Entravisión (60%), Localizada en Tijuana, Baja California, México. |
| San Diego, California            | KDTF-LD               | 36    | UniMás                             | |
| San Diego, California            | KHAX-LD               | 25    | Univisión                          | |
| San Diego, California            | XHDTV-TDT             | 49    | Milenio Televisión                 | Propiedad de Televisora Algo (40%), junto con Entravisión (60%), Localizada en Tecate, Baja California, México.  |
| San Diego, California            | KBNT-CD               | 17    | Univisión                          | |
| Santa Bárbara, California        | K10OG-D               | 10    | UniMás                             | |
| Santa Bárbara, California        | K17GD-D               | 17    | Univisión                          | |
| Santa Bárbara, California        | K32LT-D               | 28    | Univisión                          | |
| Santa Bárbara, California        | KTSB-CD               | 35    | UniMás                             | |
| Santa Bárbara, California        | KPMR-TV               | 38    | Univisión                          | |
| Tampa, Florida                   | WFTT                  | 62    | NRB TV                             | |
| Washington D. C.                 | WMDO-CD               | 47    | dark                               | |
| Derby-Wichita-Hutchinson, Kansas | KDCU-DT               | 31    | Univisión                          | |

## Otras pertenencias de Entravision
- Lotus Entravision Reps (50%) - lugar nacional radio representante de publicidad especializada en estaciones de habla hispana; copropiedad con Lotus Communications Corporation

## Pertenencias anteriores
- Nueva York-El Diario La Prensa (ahora propiedad de ImpreMedia)
- Dallas/Fort Worth (Texas)-KTCY 101,7 FM (que se vende a Liberman Broadcasting)
- Dallas/Fort Worth (Texas)-KRVA La Buena 1600 (que se vende a Mortenson radiodifusión)
- KZMP  Radio Saalam Namaste de Dallas/Fort Worth (Texas)-FM 104.9 / AM 1540 (que se vende a Liberman Broadcasting)
- Dallas/Fort Worth (Texas)-KZZA Casa 106.7 FM (que se vende a Liberman Broadcasting)
- San José (California)-KBRG 100.3 FM "Radio Romántica" (que se vende a Univision Communications [Operaba junto con esta compañía, ahora opera separada a ella])
- San José (California)-KLOK 1170 estoy (que se vende a Univision Communications [Operaba junto con esta compañía, ahora opera separada a ella])
- Nueva York (Nueva York) - Vista Media Group, una división de publicidad exterior (vendidos a Lamar Advertising Company)